# Vlag van Hagestein

Vlag van de gemeente Hagestein
(1974-1986)

De vlag van Hagestein is op 4 november 1973 bij raadsbesluit vastgesteld als de gemeentevlag van de Zuid-Hollandse gemeente Hagestein. De vlag kan als volgt worden beschreven:
In de broeking vijf horizontale banen van wit en rood, in de vlucht vijf banen van blauw en geel met hoogteverhouding 3:2:2:2:3; de bovenste en onderste baan ten minste vijf maal gekanteeld.
De vlag is afgeleid van het gemeentewapen en is ontworpen door Kl. Sierksma. Deze ging ervan uit dat het wapen oorspronkelijk afgeleid is van het familiewapen Van Arkel, die in dit gebied meerdere bezittingen had. Bij de aanvraag is het wapen in rijkskleuren toegekend omdat kleurspecificaties ontbraken. De oorspronkelijke kleuren van het wapen zouden rood op zilver zijn, zoals in de broeking.
Op 1 januari 1986 ging Hagestein op in de Zuid-Hollandse gemeente Vianen (vanaf 1 januari 2002 Utrecht). De vlag kwam daardoor als gemeentevlag te vervallen. Op 1 januari 2019 is Vianen opgegaan in Vijfheerenlanden.

## Verwante afbeeldingen

Het wapen van Hagestein
Het wapen van de familie Van Arkel en het Land van Arkel

Alkemade 
· Ameide 
· Ammerstol 
· Arkel 
· Asperen 
· Benthuizen 
· Bergambacht 
· Bergschenhoek 
· Berkel en Rodenrijs 
· Bernisse 
· Binnenmaas 
· Bleiswijk 
· Bleskensgraaf en Hofwegen
· Bodegraven 
· Boskoop
· Brielle 
· Cromstrijen 
· De Lier 
· Delfshaven 
· Dirksland 
· Everdingen 
· Geervliet 
· Giessenburg 
· Giessenlanden
· Goedereede 
· Goudswaard 
· Graafstroom 
· 's-Gravendeel 
· 's-Gravenzande 
· Groot-Ammers
· Hagestein 
· Haastrecht 
· Hazerswoude 
· Heenvliet 
· Heerjansdam 
· Hei- en Boeicop
· Heinenoord
· Hellevoetsluis 
· Hillegersberg
· Jacobswoude
· Kamerik
· Korendijk
· Koudekerk aan den Rijn
· Krimpen aan de Lek
· Langerak
· Leerdam
· Leidschendam
· Leimuiden
· Lexmond
· Liemeer
· Liesveld
· Maasland
· Middelharnis
· Mijnsheerenland
· Moerhuizen
· Moerkapelle
· Molenwaard
· Monster
· Moordrecht
· Naaldwijk
· Nederlek
· Nieuw-Beijerland
· Nieuwerkerk aan den IJssel
· Nieuw-Lekkerland
· Nieuwpoort
· Nieuwveen
· Noordwijkerhout
· Nootdorp
· Numansdorp
· Oostflakkee
· Oostvoorne
· Oud-Alblas
· Oud-Beijerland 
· Oude-Tonge 
· Oudenhoorn 
· Ouderkerk 
· Ouderkerk aan den IJssel
· Overschie
· Piershil 
· Pijnacker 
· Poortugaal 
· Puttershoek 
· Reeuwijk 
· Rhoon 
· Rijnsaterwoude 
· Rijnsburg 
· Rijnwoude 
· Rockanje 
· Rozenburg 
· Sassenheim 
· Schelluinen 
· Schipluiden 
· Schoonhoven 
· Schoonrewoerd 
· Sommelsdijk 
· Spijkenisse 
· Streefkerk 
· Strijen 
· Ter Aar 
· Valkenburg 
· Vianen 
· Vierpolders 
· Vlist 
· Voorburg 
· Voorhout 
· Warmond 
· Wateringen 
· Westmaas 
· Westvoorne 
· Woerden 
· Woubrugge 
· Zederik 
· Zevenhoven 
· Zevenhuizen 
· Zevenhuizen-Moerkapelle 
· Zuid-Beijerland 
· Zuidland 
· Zwammerdam 
· Zwartewaal